# 劳滕巴赫
劳滕巴赫是德国巴登-符腾堡州的一个市镇。总面积21.55平方公里，总人口1882人，其中男性981人，女性901人（2011年12月31日），人口密度87人/平方公里。